# Lok-Sabha-Wahlkreis Kustagi
Der Lok-Sabha-Wahlkreis Kustagi war 1951 ein Wahlkreis bei den Wahlen zur Lok Sabha, dem Unterhaus des indischen Parlaments. Er lag im damaligen Bundesstaat Hyderabad und umfasste ein Gebiet um die Stadt Kustagi. Sein Nachfolger war ab der Lok-Sabha-Wahl 1957 der Wahlkreis Koppal.

## Abgeordnete
| Wahl | Name              | Partei | Stimmen |
| ---- | ----------------- | ------ | ------- |
| 1951 | Shiv Murthy Swamy | Unabh. | 63,0 %  |